# 印牧能信
印牧 能信（かねまき よしのぶ）は戦国時代から安土桃山時代にかけての武将。朝倉氏の家臣。越前国南条郡鉢伏城主。

## 人物
天正元年一乗谷城の戦いで織田軍に対し奮戦するも力尽き、不破光治の家来で原野賀左衛門によって捕虜にされ、織田信長の前に連行された。信長は名を惜しんで許そうとするが、能信は武士の意地を通し信長の面前で自刃した。